# Johan Christiaan Borchhard
Johan Christiaan Borchhard was een klokken- en geschutgieter die in Enkhuizen in de stadsklokkengieterij heeft gewerkt in de 18e eeuw. Hij was oorspronkelijk afkomstig uit Noord-Duitsland maar vestigde zich te Groningen (tot 1756).

## Omschrijving
Het giethuis stond waar heden ten dage, op de Gemeentelijke begraafplaats van Enkhuizen, de grafkelders aan de Noorderweg (naast het donkere laantje) liggen. Van deze klokkengieter bestaan een aantal klokken in diverse musea waaronder het Fries museum in Leeuwarden en het Zuiderzeemuseum in Enkhuizen.

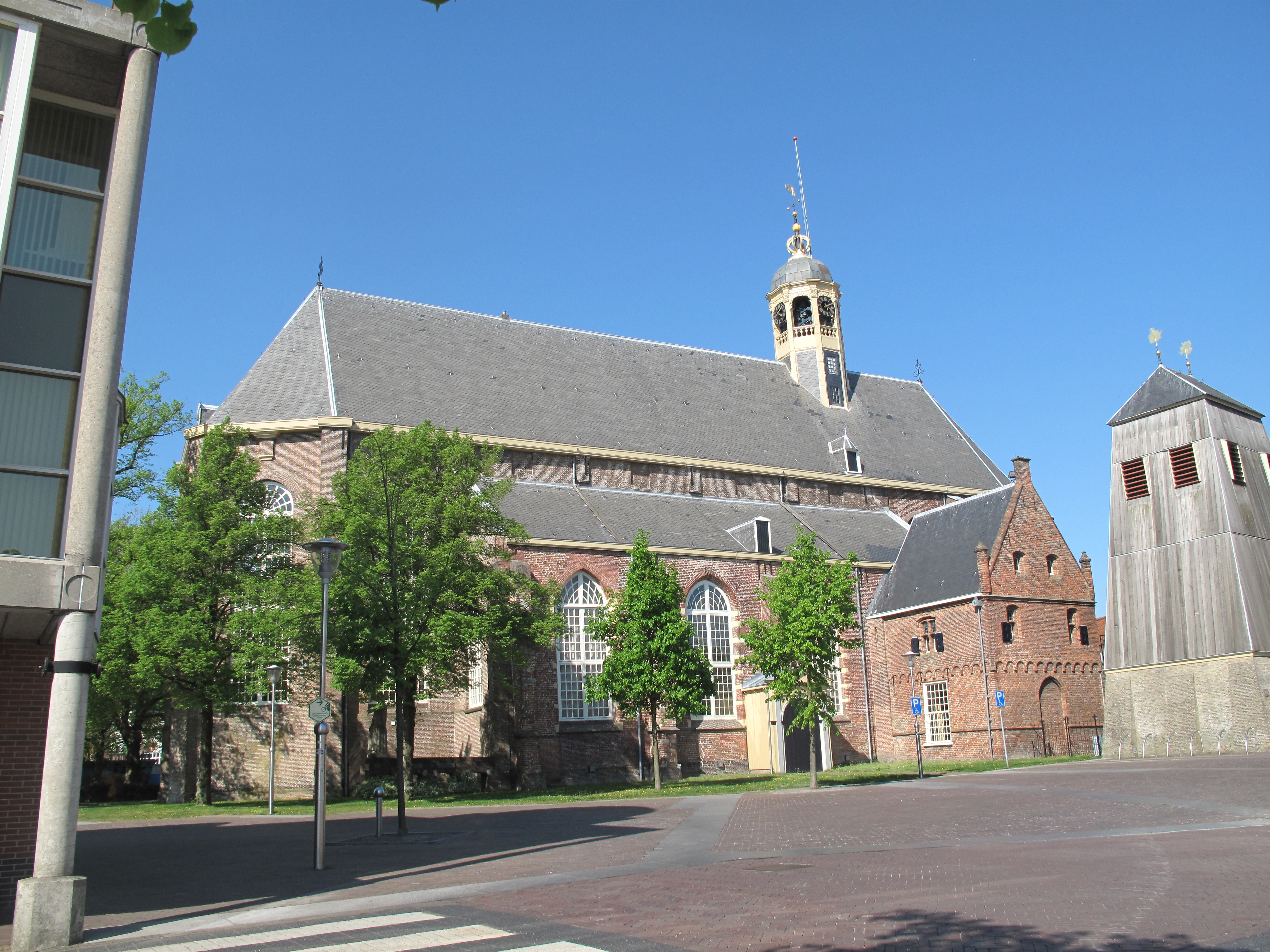
De Martini-kerk van Sneek (PKN) met rechts het klokhuis en het carillon in de koepel op het dak

Borchhard is onder meer bekend geworden door het gieten van een carillon van 26 klokken (c2-d2-e2-f2-g2-a2-chrom.-f4) voor de Martinikerk in Sneek in 1770. Dit carillon klonk niet fraai omdat Borchhard de stemkunst niet goed beheerste. Hij had overigens wel kunnen weten hoe een zuiver gestemde klok moest klinken. Voorbeelden waren in Enkhuizen aanwezig namelijk: de Hemony carillons op de Drommedaris en dat van de Zuidertoren, waar hij al eerder ook enkele vervangende klokken voor goot in 1766. Ook voor het Hemony carillon van Deventer goot hij drie klokken als uitbreiding van dit carillon.

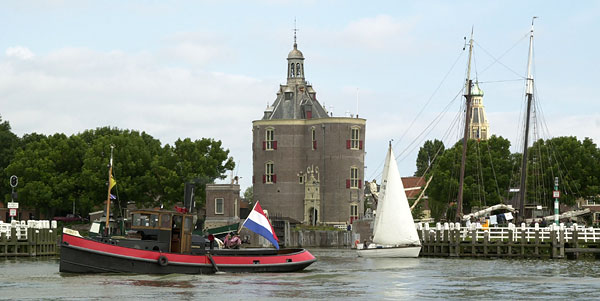
Enkhuizen Drommedaris met op achtergrond de Zuider- of Sint-Pancrastoren

De klokken in de Zuidertoren van Enkhuizen zijn door hun onzuiverheid weer vervangen bij de restauratie door A.H van Bergen uit Heiligerlee in 1936. Deze klokkengieter A.H. van Bergen verkocht een van de uit het Zuidertoren carillon afgekeurde Borchhard klokken aan de oud Enkhuizer J. Last in Pietersburg Transvaal Zuid-Afrika waar de klok nu als luidklok dienstdoet in de toren van de Nederduits Gereformeerde kerk in Polokwane-Pietersburg (Transvaal). Er zijn pogingen ondernomen er achter te komen of de klok nog aanwezig is. Anno 2012 is echter nog geen resultaat bekend.
Hoewel inwendig vals zijn de Borchhardklokken echter wel mooi van klank. Dat is nog te horen aan de scheepsbel die in de zestiger jaren van de 20e eeuw in Het Kanaal bij Engeland werd opgedoken door duikers en nu aanwezig is in het Zuiderzeemuseum. De opgedoken klok stond jaren in de hal van het Zuiderzeemuseum in een driepoot en werd door Koningin Beatrix geluid bij de opening van het binnenmuseum in 1990.

## Overige werken (selectie)
- De kleine klok in de Meinardskerk te Minnertsga (1765)
- Hervormde dorpskerk in Diever: twee klokken, de zogenaamde mannenklok van 428 kilogram en de vrouwenklok van 290 kilogram (1764).
- Slavenbel in het landhuis van een gouverneur-generaal te Batavia (1772) - nu in het museum van Werkspoor te Amsterdam
- Nieuwe klok voor de Nederlandse Hervormde Kerk te Elburg (1770)
- Martinikerk te Groningen: kleine klok (diameter: 94 centimeter en gewicht: 900 kilogram) (1764)

## Referentie
- Artikel in orgaan van Zuiderzeemuseum "Uit het Peperhuis" van eind zestiger jaren over de Borchhardklok die werd opgedoken in het Kanaal.
- Lijst van Klokken- en Geschutgieters werkzaam in de Gieterij van Enkhuizen. Aanwezig in Westfries archief Hoorn.
- Artikelen in een Enkhuizer Courant van omstreeks 1938 over de klok in Zuid-Afrika. Aanwezig in Westfries archief Hoorn.
- Taeke E. van Popta, Het Sneker Klokkenspel ISBN 978-94-6228-144-8
- Piet Kistemaker, Enkhuizer klokkengieters.
- Dr. Laura J. Meilink-Hoedemaker, Ferdinand Timmermans (1891-1967). ISBN 90-800699-1-4
- Mr. A. Loosjes, De Torenmuziek in de Nederlanden. uitg. 1916
- Dr. André Lehr, Beiaardkunst in de Lage Landen en Van Paardebel tot Speelklok 1971 bij Europese Bibliotheek Zaltbommel uitg. 1967 Geen ISBN